# كابتن بشير
كابتن بشير الدخن بلال (كابتن بشير الدخن بلال؛ وُلد في 1 يونيو 1994) هو لاعب كرة قدم سوداني يشغل مركز لاعب وسط دفاعي، ويمثل حاليًا نادي جاموس بجنوب السودان، بالإضافة إلى منتخب السودان لكرة القدم.

## المسيرة الاحترافية
بدأ بشير مسيرته في أندية محلية منها النصر أم درمان، ثم لعب لعدة فرق بارزة أبرزها نادي النسور والأمل عطبرة، قبل أن ينتقل إلى المريخ في موسم 2022–2023. في عام 2023 انضم إلى نادي الفلاح، ثم وقع عقدًا مع نادي جاموس في صيف 2024.

## المسيرة الدولية
خاض بشير أولى مبارياته الدولية مع منتخب السودان بتاريخ 2 يناير 2022، في لقاء ودي أمام منتخب زيمبابوي لكرة القدم انتهى بالتعادل السلبي.
كما تم استدعاؤه ضمن قائمة السودان المشاركة في كأس الأمم الأفريقية 2021 التي أُقيمت في الكاميرون.

## الإنجازات

### مع الأندية
- لم يتم تسجيل بطولات رسمية حتى الآن.

### مع المنتخب
- المشاركة في كأس الأمم الأفريقية 2021.

## روابط خارجية
- كابتن بشير على فرق كرة القدم الوطنية.كوم
- كابتن بشير  على سكروي
- ملف اللاعب على 365Scores
- صفحة اللاعب على FilGoal
- صفحة اللاعب على بطولات
- إحصائيات على موقع بطولات